# Paris est à nous
Pour plus de détails, voir Fiche technique et Distribution.
Paris est à nous est un film dramatique français réalisé par Élisabeth Vogler, sorti en 2019 sur Netflix.

## Synopsis
Anna rencontre Greg lors d'une soirée. Un an plus tard, Greg part s'installer à Barcelone pour le travail et Anna décide de le rejoindre. Elle rate son vol et apprend plus tard que l'avion s'est écrasé. Prise dans le vertige d'une mort évitée de peu, elle s'éloigne de la réalité et du présent. Alors que son couple se détériore, Paris devient le miroir de sa détresse...

## Fiche technique
Sauf indication contraire, les informations mentionnées dans cette section peuvent être confirmées par la base de données cinématographiques IMDb,  présente dans la section « Liens externes ».
- Titre original : Paris est à nous
- Titre anglophone international : Paris is us
- Réalisation : Élisabeth Vogler
- Scénario : Élisabeth Vogler, Rémi Bassaler, Paul Saisset et Souliman Schelfout
- Photographie : Élisabeth Vogler
- Montage : Raphaël Costa , Souliman Schelfout et Aymeric Schoens
- Musique : Jean-Charles Bastion
- Production : Olivier Cappelli, Laurent Rochette et Aurélien Winterman
- Sociétés de production : 21juin Cinema, French Lab Agency et Les Idiots
- Société de distribution : Netflix
- Budget :
- Pays d'origine :  France
- Langue originale : Français
- Format : couleur - 1.85:1 - 35 mm - son Dolby SR
- Genre : drame
- Durée : 84 minutes
- Date de sortie :
  -  Monde : 22 février 2019 (sur Netflix)

## Distribution
- Noémie Schmidt : Anna
- Grégoire Isvarine : Greg
- Marie Mottet : une amie d'Anna
- Lou Castel : l'homme au cimetière
- Alexandre Schreiber :
- Margaux Bonin :
- Soria Achour :
- Julia Kouakou :
- Schemci Lauth :
- Mathias Minne :
- Clément Olivieri :
- Théo Tagand :

## Production
Le film est financé via une campagne participative sur le site Kickstarter. Celle-ci s'achève avec 91 500 €, soit environ dix fois plus que l’objectif initialement fixé. 2 300 y ont contribué.
Durant la campagne sur Kickstarter, l'équipe du film est contactée par le directeur européen des acquisitions de droits de Netflix qui propose d’en faire un Original Netflix.
Le tournage s'étale entre 2014 et 2017. L'équipe a tourné durant de véritables évènements, comme une manifestation à la suite de l'attentat contre Charlie Hebdo en janvier 2015. Il a principalement lieu dans de nombreux lieux parisiens (parc floral, quai de la Loire, avenue Rachel, République, Champs-Élysées, Bastille, devant le théâtre des Bouffes-du-Nord, rue Mazarine, cimetière de Gentilly, place de la Concorde, ...).